# 中国建筑第三工程局

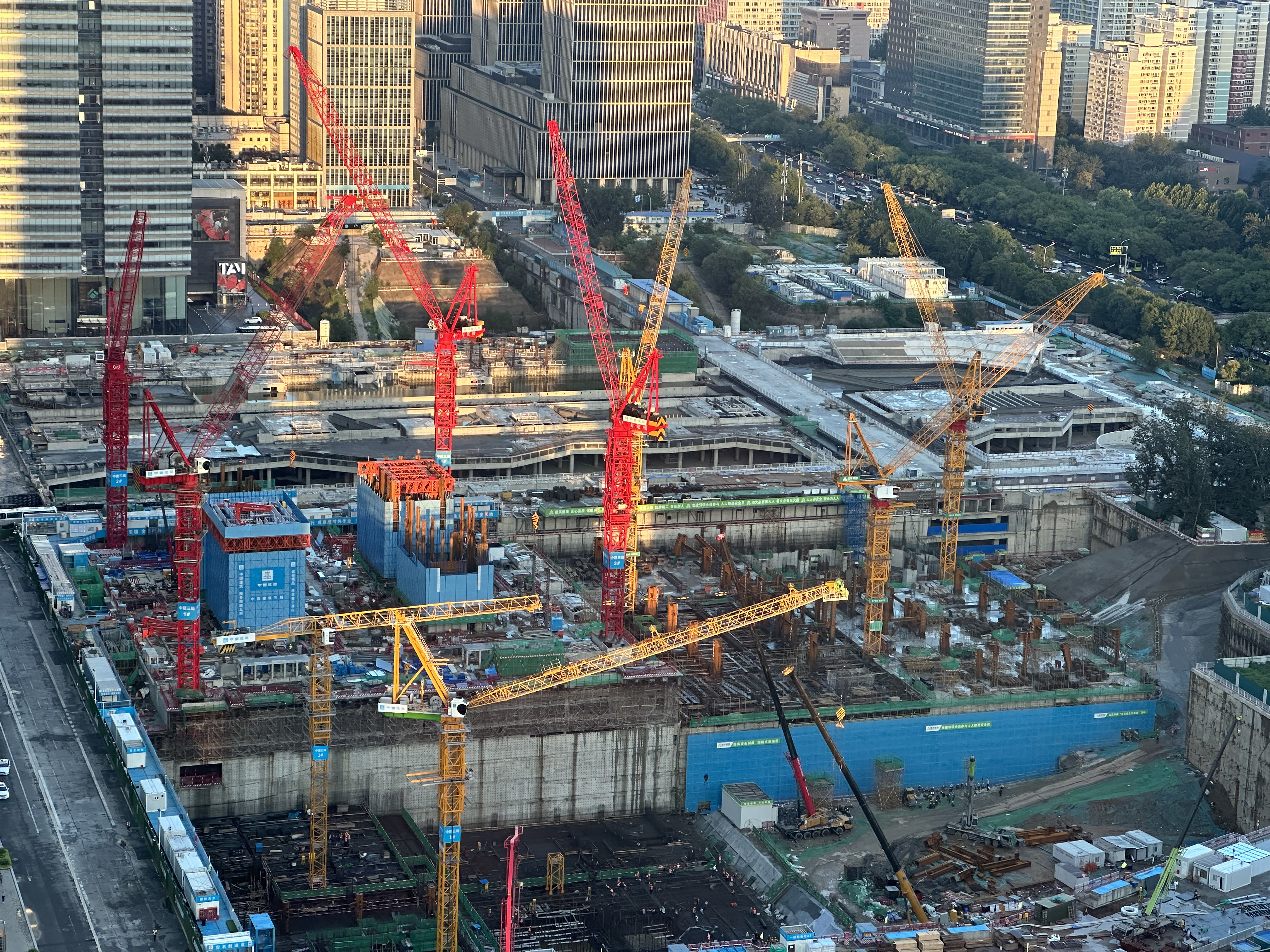
中建三局於北京CBD核心區域的建設工地，攝於2023年8月

中国建筑第三工程局有限公司（英語：China Construction Third Engineering Bureau Co., Ltd.），简称中建三局，原为中国建筑第三工程局，是中国建筑工程总公司的直属企业，2007年12月改制为中国建筑股份有限公司独家持股的一人有限责任公司。该公司成立于1965年7月，是具有工程总承包特级资质的国有大型建筑安装企业。

## 历史
前身是建工部第三工程局，1965年7月17日，建工部将部属云南工程总公司和原西南工程管理局在渡口（现攀枝花）、西昌地区的施工力量组建成立建工部第三工程局，经国务院批准在四川攀枝花成立。
1966年，在继续完成渡口工业基地建设任务的同时，从四川调迁贵州，承担建设“011系统工程”，即“贵州航空工业集团公司”。1973年起，在完成贵州011工程等任务的前提下，中建三局分批调迁湖北。
1982年6月更名为中国建筑第三工程局，隶属于中国建筑工程总公司。

## 全资子公司

### 中建三局集团有限公司

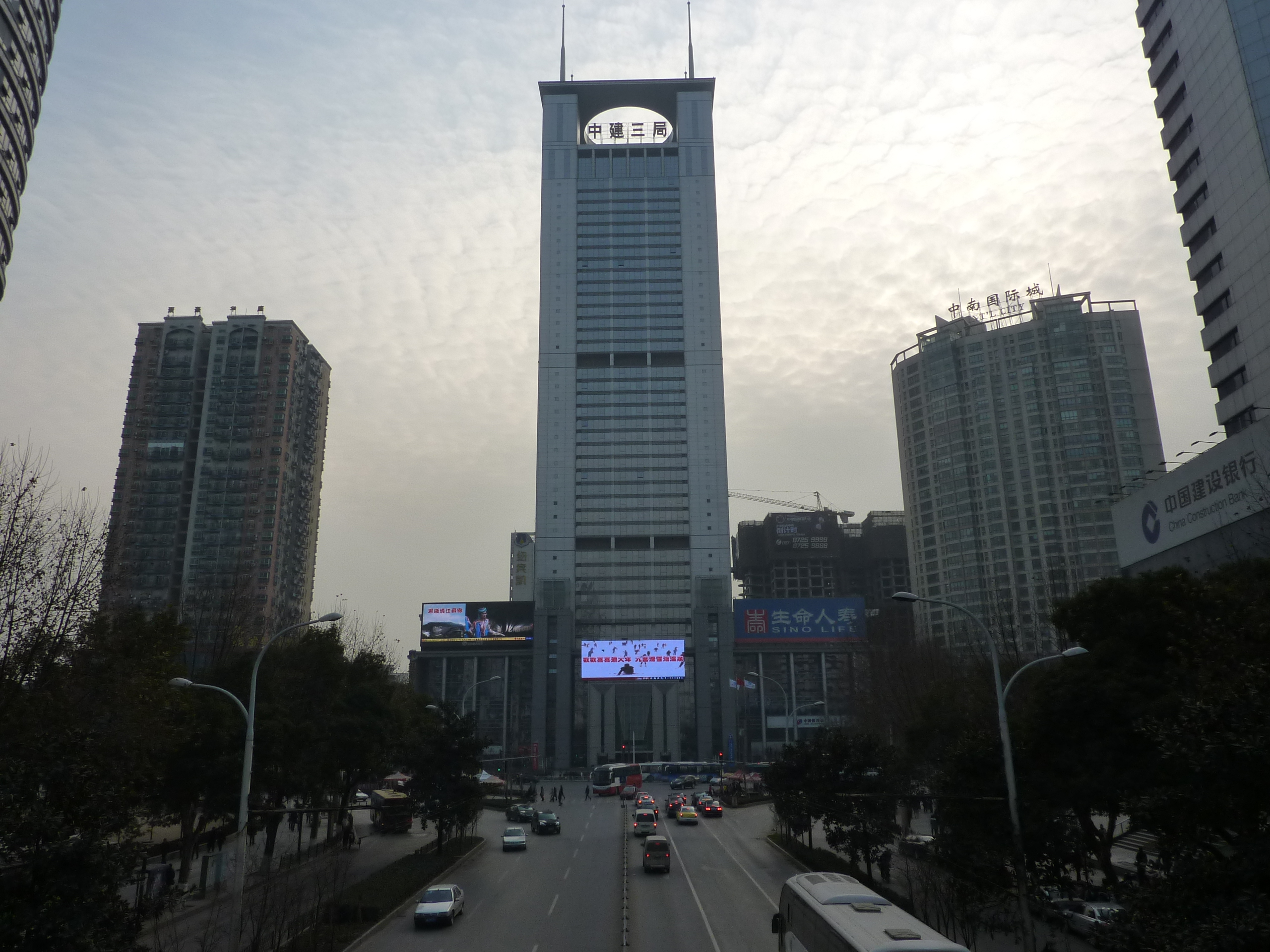
中建三局總部大樓，位於武漢市武昌區武珞路456號

中建三局集团有限公司，原名中建三局建设工程股份有限公司是由中国建筑第三工程局有限公司为主发起人，联合香港协兴建筑有限公司（新世界發展子公司）、中国光大（澳门）有限公司、中国建筑科学研究院、武汉钢铁集团鄂城钢铁有限责任公司、中国华闻投资控股有限公司共同发起设立的外商投资股份制公司。成立于2003年12月29日，注册资本为人民币300000万元。经营范围涉及各类建筑工程总承包、施工、咨询、建筑技术开发与转让、机械设备租赁、路桥建设、商品混凝土生产和批发等。2013年11月26日经湖北省工商行政管理局核准改现名。

#### 子公司
- 中建三局第一建设工程有限责任公司
- 中建三局第二建设工程有限责任公司
- 中建三局第三建设工程有限责任公司

#### 分公司
- 中建三局集团有限公司总承包公司，原中建三局（股份）总承包公司
- 中建三局集团有限公司北京分公司，原中建三局建设工程股份公司（北京），内部称“中建三局北京公司”
- 中建三局集团有限公司上海分公司，原中建三局建设工程股份有限公司（沪），内部称“中建三局华东公司”
- 中建三局集团有限公司广州分公司，原中建三局建设工程股份有限公司（粤），内部称“中建三局南方公司”
- 中建三局集团有限公司西北分公司，原中建三局建设工程股份有限公司（西北），内部称“中建三局西北公司”
- 中建三局集团有限公司成都分公司，原中建三局建设工程股份有限公司（成都），内部称“中建三局成都公司”
- 中建三局建筑设计院
- 中建三局人防与地下空间设计院，原湖北省人防建筑设计院
- 中建三局集团有限公司东北分公司

## 附属机构
- 中建三局武汉中心医院

## 相关单位
- 中建三局装饰有限公司
- 中建三局东方装饰设计有限公司

中建三局装饰有限公司与中建三局东方装饰设计有限公司原均为中建三局直属的专业公司，2010年9月根据中国建筑股份有限公司股份公司有关企业专业化发展的有关意见，该两家三局直属的装饰公司与中建系统内其他五家装饰公司共同组建“中建装饰集团有限公司”，该两家公司脱离了三局的管理。
- 中建钢构有限公司

中建钢构有限公司原名中建三局钢结构有限公司。2008年9月。按照中建股份“建筑主业区域化、特长产业专业化”的要求，加大了区域化、专业化重组力度，由中国建筑股份有限公司与中建三局各出资1.5亿元，以中建三局股份钢结构公司为班底组建中建钢构有限公司。目前为直属中国建筑股份有限公司的专业公司。
- 中建商品混凝土有限公司

中建商品混凝土有限公司，简称“中建商砼”，原名中建三局商品混凝土有限公司。2008年8月，由中国建筑股份有限公司与中建三局有限公司共同出资，在原中建三局商品混凝土有限公司基础上成立“中建商品混凝土有限公司”。2013年9月成为中建西部建设股份有限公司的子公司